# (466470) 2013 TB133
(466470) 2013 TB133 es un asteroide perteneciente al cinturón de asteroides, descubierto el 14 de abril de 2007 por el equipo Spacewatch desde el Observatorio Nacional de Kitt Peak (Arizona, Estados Unidos).